# Pokémon Red & Blue
Pokémon Red Version e Pokémon Blue Version (ポケットモンスター 赤・青, Poketto Monsutā Aka・Ao, tradução: Monstros de Bolso Vermelho・Azul), lançados no Brasil oficialmente como Pokémon Versão Vermelho e Pokémon Versão Azul, são dois jogos eletrônicos de RPG de 1996, desenvolvidos pela Game Freak e publicados pela Nintendo para o console portátil Game Boy. São os primeiros jogos eletrônicos da série Pokémon. Eles foram anunciados em outubro de 1995 e lançados em 1996 no Japão como Pocket Monsters Aka e Pocket Monsters Midori. Os jogos foram lançados posteriormente como Pokémon Red e Blue em 1998 na América Anglo-Saxônica e Austrália, em 1999 na Grã-Bretanha e restante da Europa (onde recebeu localizações como Rosso e Blu em italiano e Rojo e Azur em espanhol) e em 2000 em outros países de outros continentes. A versão Midori (que significa "verde" em japonês) não foi lançada fora do Japão.
Pokémon Yellow, uma versão inspirada no anime da franquia, foi lançada no Japão em 1998 e em outras regiões em 1999 e 2000. As recriações de Red e Green, Pokémon FireRed e LeafGreen, foram lançados para o Game Boy Advance em 2004. Red, Blue e Yellow – além de Green no Japão – foram relançados no serviço Virtual Console de Nintendo 3DS em 2016 como uma comemoração do 20º aniversário da franquia.
O jogador controla o protagonista de uma perspectiva aérea e navega pela região fictícia de Kanto em uma missão para dominar a batalha Pokémon. O objetivo dos jogos é se tornar o Campeão da Liga Indigo, derrotando os oito Líderes de Ginásio em oito cidades do território e em seguida, os quatro melhores treinadores do jogo, a Elite dos Quatro. Outro objetivo é completar o Pokédex, uma enciclopédia do jogo, obtendo os 151 Pokémon disponíveis. Red e Blue utilizam o acessório Cabo Game Link, que conecta dois Game Boy juntos e permite que os Pokémon sejam trocados ou combatidos entre os jogos. Ambos os títulos são independentes um do outro mas apresentam o mesmo enredo, e embora possam ser jogados separadamente, é necessário que os jogadores façam trocas entre ambos os jogos, já que cada versão possui uma parcela de Pokémon exclusivos e outros diferenças notáveis.
Red e Blue foram bem recebidos pelos críticos que elogiaram as opções de multijogador, especialmente o conceito de negociação. Eles receberam uma pontuação agregada de 89% no GameRankings e são considerados entre os melhores jogos já feitos. O jogo foi classificado em listas de jogos de topo, incluindo pelo menos quatro anos no "100 Melhores Jogos de Todos os Tempos" da IGN. Os lançamentos dos jogos marcaram o início do que se tornaria uma franquia multibilionária, vendendo conjuntamente mais de 300 milhões de cópias em todo o mundo. Em 2009, eles apareceram no Guinness Book World Records com o título de "RPG Mais Vendido no Game Boy" e "RPG Mais Vendido de Todos os Tempos".

## Jogabilidade

Batalha entre um Charmander e um Bulbasaur no Pokémon Red e Pokémon Blue

Pokémon Red e Blue são jogados em uma visão de terceira pessoa, perspectiva aérea e consistem em três telas básicas: um jogo aberto, no qual o jogador navega pelo personagem principal; uma tela de batalha de visão lateral; e uma interface de menu, na qual o jogador configura seu Pokémon, itens ou configurações de jogo.
O jogador pode usar seu Pokémon para lutar contra outro Pokémon. Quando o jogador encontra um Pokémon selvagem ou é desafiado por um treinador, a tela muda para uma tela de batalha baseada em turnos que exibe o Pokémon engajado. Durante uma batalha, o jogador pode selecionar uma manobra para seu Pokémon lutar usando um dos quatro movimentos, usar um item, trocar seu Pokémon ativo ou tentar fugir (o último desses não é possível em batalhas de treinador). Pokémon têm pontos de vida (HP); quando o HP de um Pokémon é reduzido a zero, ele desmaia e não pode mais lutar até que seja revivido. Quando um Pokémon inimigo desmaia, o Pokémon do jogador envolvido na batalha recebe um certo número de pontos de experiência (EXP). Depois de acumular EXP suficiente, um Pokémon sobe de nível. O nível de um Pokémon controla suas propriedades físicas, como as estatísticas de batalha adquiridas e os movimentos que ele aprendeu. Em certos níveis, o Pokémon também pode evoluir. Essas evoluções afetam as estatísticas e os níveis em que novos movimentos são aprendidos (níveis mais altos de evolução ganham mais estatísticas por nível, embora eles possam não aprender novos movimentos tão cedo, se é que aprendem, em comparação com os níveis mais baixos de evolução).
Capturando Pokémon é outro elemento essencial do jogo. Enquanto luta com um Pokémon selvagem, o jogador pode lançar uma Pokébola nele. Se o Pokémon for capturado com sucesso, ele ficará sob a propriedade do jogador. Fatores na taxa de sucesso de captura incluem o HP do Pokémon alvo e o tipo de Pokébola usada: quanto menor o HP do alvo e mais forte a Pokébola, maior a taxa de sucesso de captura. O objetivo final dos jogos é completar as entradas na Pokédex, uma enciclopédia Pokémon abrangente, capturando, evoluindo e negociando para obter todas as 151 criaturas.

### Conectividade com outros dispositivos

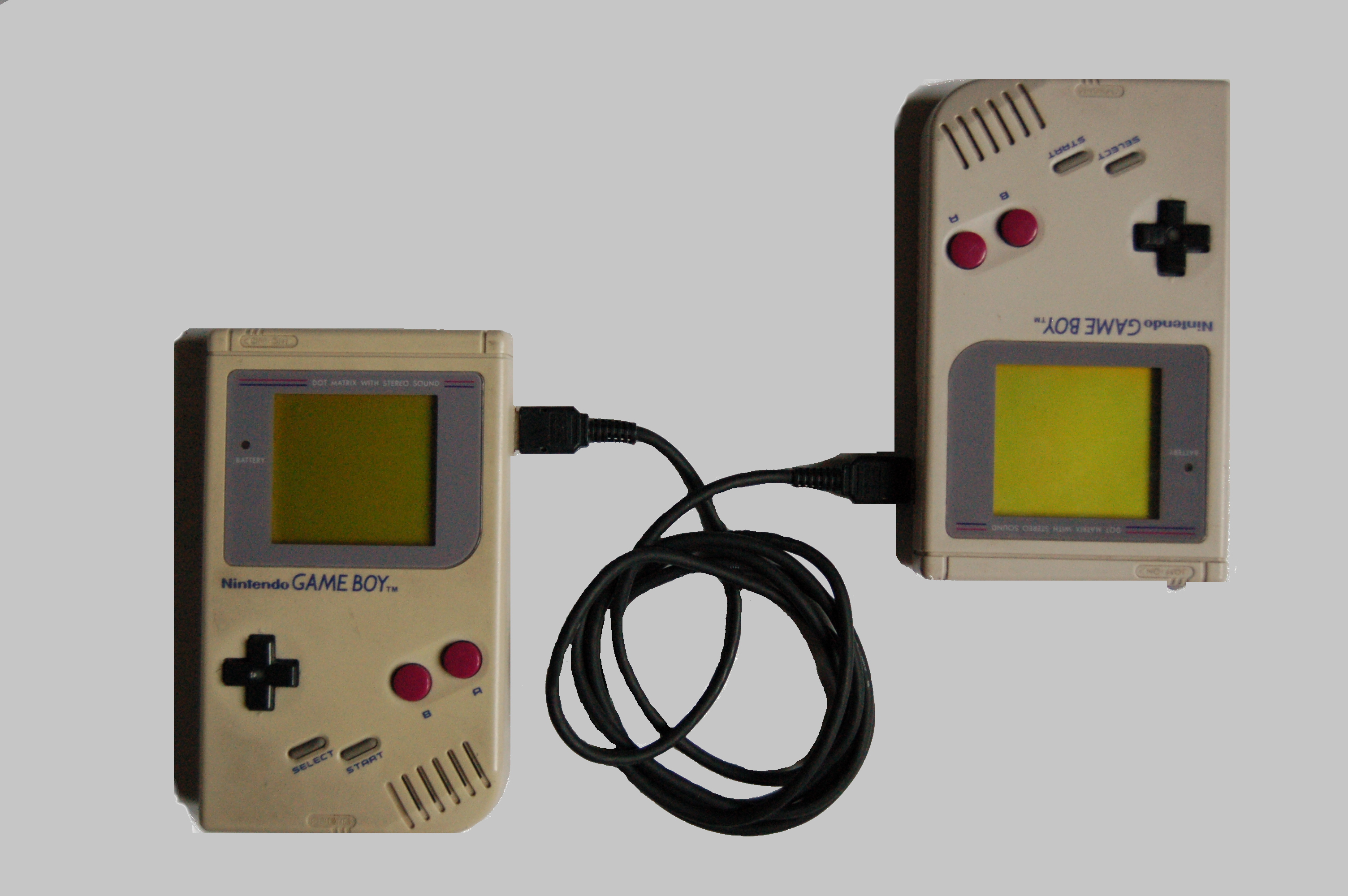
O Cabo Game Link permite que jogadores troquem entre eles diferentes Pokémon de console para console, algo que foi inovador dentro da indústria

Pokémon Red e Blue permitem que os jogadores troquem Pokémon entre dois cartuchos por meio do acessório Cabo Game Link. Este método de troca deve ser feito para completar totalmente o Pokédex do jogo, já que certos Pokémon só irão evoluir ao serem trocados e cada um dos dois jogos tem uma versão exclusiva de Pokémon. O Cabo Link também torna possível lutar contra o time Pokémon de outro jogador. Ao jogar Red ou Blue em um Game Boy Advance ou SP, o Cabo Link GBA/SP padrão não funcionará; os jogadores devem usar o Cabo Nintendo Universal Game Link. Além disso, as versões em inglês dos jogos são incompatíveis com suas variações japonesas, e tais trocas irão corromper os arquivos salvos, já que os jogos usam idiomas diferentes e portanto, diferentes conjuntos de caracteres.
Além de trocarem entre si e com o Pokémon Yellow, o Pokémon Red e Blue podem trocar Pokémon com a segunda geração de jogos Pokémon: Pokémon Gold, Silver e Crystal. No entanto, existem limitações: os jogos não podem ser interligados se o grupo de um jogador contiver Pokémon ou movimentos introduzidos nos jogos de segunda geração. Além disso, usando o Transfer Pak para o Nintendo 64, dados como Pokémon e itens do Pokémon Red e Blue podem ser usados nos jogos do Nintendo 64 Pokémon Stadium e Pokémon Stadium 2. Red e Blue são incompatíveis com os jogos Pokémon da última "Geração Avançada" para Game Boy Advance e GameCube.

## Enredo

### O cenário
Os Pokémon Red e Blue acontecem na região de Kanto, que é baseada na região real de Kantō no Japão. Esta é uma região distinta, como mostrado em jogos posteriores, com diferentes habitats geográficos para as 151 espécies Pokémon existentes, junto com vilas e cidades povoadas por humanos e Rotas conectando locais entre si. Algumas áreas só são acessíveis quando o jogador aprende uma habilidade especial ou ganha um item especial. Kanto tem vários locais: Pallet Town, Viridian City (トキワシティ Tokiwa City), Pewter City (ニビシティ Nibi City), Cerulean City (ハナダシティ Hanada City), Vermillion City (クチバシティ Kuchiba City), Lavender Town, Celadon City (タマムシシティ Tamamushi City), Fuchsia City (セキチクシテティ Sekichiku City), Saffron City (ヤマブキシティ Yamabuki City), Ilhas Cinnabar (グレンンじじ Sekichiku City), Saffron City (ヤマブキシティ Yamabuki City), Ilhas Cinnabar (グレンじじ Guren Island), Ilhas Seafoam (ふたごじま Twin Islands) e Indigo Plateau. Cada cidade tem um Líder de Ginásio, servindo como chefe e a Elite dos Quatro e a batalha rival final ocorre no Indigo Plateau. As áreas nas quais o jogador pode capturar Pokémon variam de cavernas ao mar, onde os tipos de Pokémon disponíveis para capturar variam. Por exemplo, Tentacool só pode ser capturado através da pesca ou quando o jogador está em um corpo de água, enquanto Zubat só pode ser capturado em uma caverna.

### A história
O jogador começa em sua cidade natal, a Cidade de Pallet. Depois de tentar prosseguir para fora da cidade, o jogador é interrompido pelo Professor Carvalho, um famoso pesquisador Pokémon. O Professor Carvalho explica ao jogador que Pokémon selvagens podem estar morando naquele local e encontrá-los sozinho pode ser muito perigoso. Ele leva o jogador para seu laboratório, onde o jogador conhece o neto de Carvalho, um aspirante a Treinador Pokémon rival. O jogador e o rival são instruídos a selecionar um Pokémon inicial: Bulbasaur, Squirtle e Charmander. O Neto de Carvalho sempre escolherá o Pokémon mais forte contra o Pokémon inicial do jogador. Ele então desafiará o jogador para uma batalha Pokémon com o Pokémon recém-obtido e continuará a lutar contra o jogador em determinados pontos ao longo dos jogos.
Ao visitar as cidades da região, o jogador encontrará estabelecimentos especiais chamados de Ginásios. Dentro desses edifícios estão os Líderes de Ginásio, cada um dos quais o jogador deve derrotar em uma batalha Pokémon para obter um total de oito Insígnias de Ginásio. Assim que os emblemas são adquiridos, o jogador recebe permissão para entrar na Liga Indigo, que consiste nos melhores treinadores Pokémon da região. Lá, o jogador enfrentará a Elite dos Quatro e finalmente, o novo Campeão: o rival do jogador. Além disso, ao longo do jogo, o jogador terá que lutar contra a Equipe Rocket, uma organização criminosa da região de Kanto que roubam Pokémon. Eles elaboram vários planos para roubar Pokémon raros, como os Lendários da região de Kanto.

## Desenvolvimento
O conceito inicial de Pokémon surgiu do hobby de colecionar insetos, um passatempo popular que o designer de jogos Satoshi Tajiri gostava quando criança. Enquanto crescia, no entanto, ele observou mais urbanização ocorrendo na cidade onde morava e como resultado, a população de insetos diminuiu. Tajiri percebeu que as crianças agora brincavam em suas casas em vez de fora e teve a ideia de um jogo eletrônico, contendo criaturas que se assemelhavam a insetos, chamados Pokémon. Ele achava que as crianças poderiam se relacionar com os Pokémon nomeando-os individualmente e controlando-os para representar o medo ou a raiva como uma boa maneira de aliviar o estresse. No entanto, Pokémon nunca sangra nem morre em batalha, apenas desmaia – este era um assunto muito delicado para Tajiri, pois ele não queria encher ainda mais o mundo dos jogos com "violência inútil".
Quando o Game Boy foi lançado, Tajiri achou que o sistema era perfeito para sua ideia, especialmente por causa do cabo de conexão, que ele imaginou que permitiria aos jogadores trocar Pokémon entre si. Esse conceito de troca de informações era novo na indústria de jogos eletrônico porque, anteriormente, os cabos de conexão eram usados apenas para a competição. "Eu imaginei um pedaço de informação sendo transferido conectando dois Game Boys com cabos especiais, e eu fiquei uau, isso realmente vai ser incrível!" disse Tajiri. Ao ouvir sobre o conceito de Pokémon, Shigeru Miyamoto sugeriu a criação de vários cartuchos com diferentes Pokémon em cada um, observando que ajudaria no aspecto comercial. Tajiri também foi influenciado pelo jogo Game Boy da Square, The Final Fantasy Legend, observando em uma entrevista que o jogo deu a ele a ideia de que mais do que apenas jogos de ação poderiam ser desenvolvidos para dispositivos portáteis.
Os personagens principais foram nomeados em homenagem ao próprio Tajiri como Satoshi, que é descrito como Tajiri em sua juventude, e seu amigo de longa data, modelo, mentor e também desenvolvedor da Nintendo, Shigeru Miyamoto, como Shigeru. Ken Sugimori, um artista e amigo de longa data de Tajiri, chefiou o desenvolvimento de desenhos e designs do Pokémon, trabalhando com uma equipe de menos de dez pessoas que conceberam os vários designs para todos os 151 Pokémon, incluindo Rhydon, o primeiro Pokémon produzido, assim como os posteriores Lapras e Clefairy. Atsuko Nishida criou os designs para Pikachu, Bulbasaur, Charmander, Squirtle e muitos outros. Sugimori, por sua vez, finalizou cada design, desenhando o Pokémon de vários ângulos para ajudar o departamento gráfico da Game Freak a renderizar a criatura de maneira adequada. A música para o jogo foi composta por Junichi Masuda, que utilizou os quatro canais de som do Game Boy para criar as melodias e os efeitos sonoros e os "gritos" Pokémon ouvidos ao encontrá-los. Ele observou que o tema de abertura do jogo, intitulado "Monstro", foi produzido com a imagem de cenas de batalha em mente, usando ruído branco para soar como música de marcha e imitar uma caixa de bateria.
Originalmente chamado de Capsule Monsters, o título do jogo passou por várias transições devido a dificuldades de marca registrada, tornando-se CapuMon e KapuMon antes de finalmente se decidir por Pocket Monsters. Tajiri sempre pensou que a Nintendo rejeitaria seu jogo, já que a empresa não entendia realmente o conceito no início. No entanto, os jogos acabaram sendo um sucesso, algo que Tajiri e Nintendo nunca esperaram, especialmente por causa do declínio da popularidade do Game Boy.

### Música

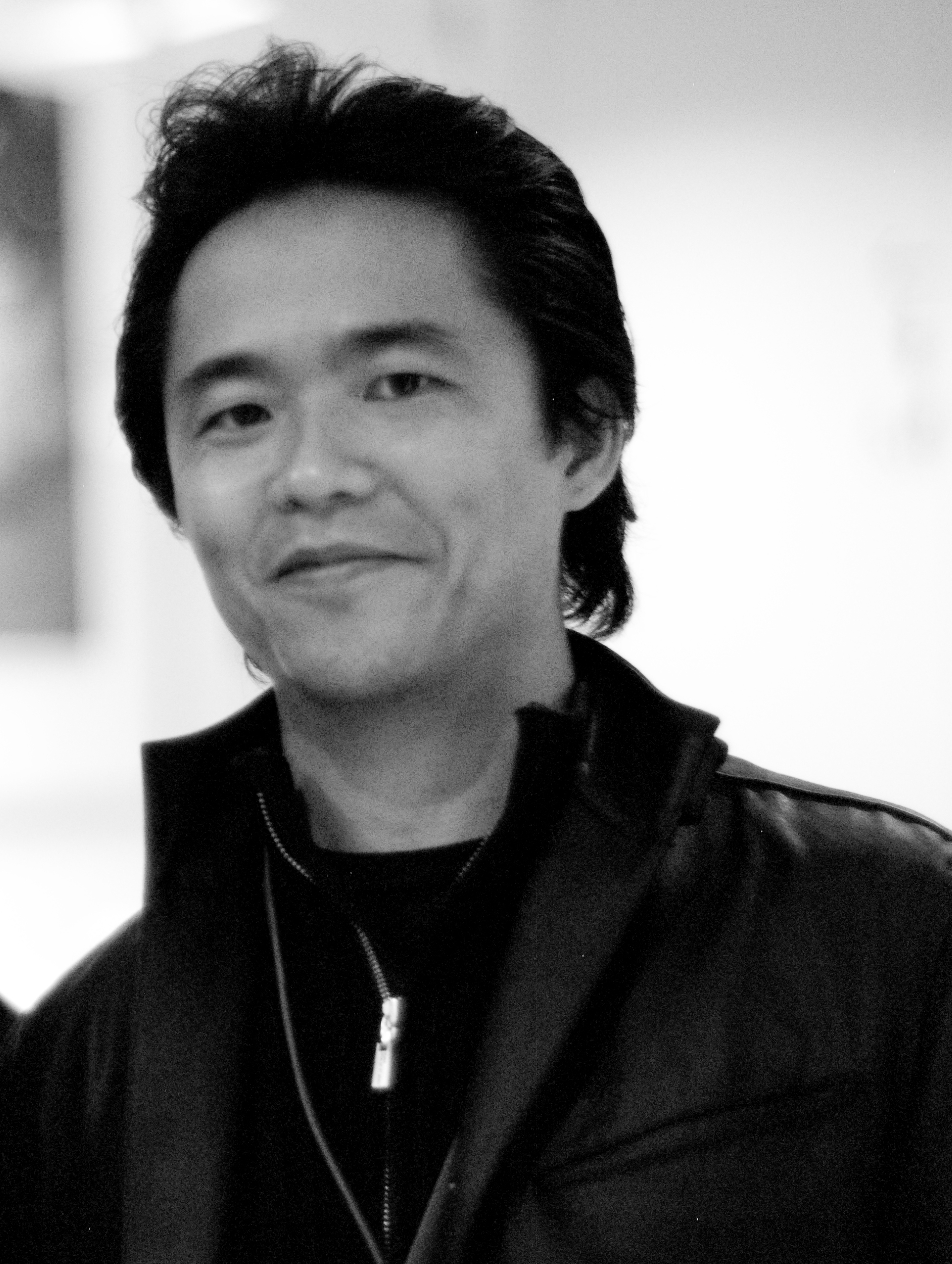
Junichi Masuda, compositor da música para todas versões

A música foi composta por Junichi Masuda em sua casa em um computador Commodore Amiga, que possui apenas reprodução de samples PCM, e convertido para o Game Boy com um programa que ele havia escrito.

## Lançamento
No Japão, Pocket Monsters: Red e Green foram as primeiras versões lançadas, tendo sido concluídas em outubro de 1995 e oficialmente lançadas em 27 de fevereiro de 1996. Eles venderam rapidamente, devido em parte à ideia da Nintendo de produzir os dois versões do jogo em vez de um único título, levando os consumidores a comprar os dois. Vários meses depois, Pocket Monsters: Blue foi lançado no Japão como uma edição especial somente para pedidos pelo correio para assinantes da CoroCoro Comic em 15 de outubro de 1996. Posteriormente, foi lançado no varejo em 10 de outubro de 1999. Possui arte atualizada do jogo e novos diálogos. Usando Blastoise como mascote, o código, o script e a arte de Blue foram usados para os lançamentos internacionais de Red e Green, que foram renomeados para Red e Blue. A edição japonesa Blue do jogo apresenta quase um punhado de Pokémon disponíveis em Red e Green, tornando certos Pokémon exclusivos das edições originais.
Para criar mais interesse para os jogos, Tajiri revelou um Pokémon extra chamado Mew escondido dentro deles, que ele acreditava "criou muitos rumores e mitos sobre o jogo" e "manteve vivo o interesse". A criatura foi originalmente adicionada por Shigeki Morimoto como uma brincadeira interna e não se destinava a ser exposta aos consumidores. Foi só mais tarde que a Nintendo decidiu distribuir Mew por meio de um evento promocional da Nintendo. No entanto, em 2003, uma falha se tornou amplamente conhecida e poderia ser explorada para que qualquer pessoa pudesse obter o evasivo Pokémon.
Durante a localização do Pokémon na América do Norte, uma pequena equipe liderada por Hiro Nakamura examinou o Pokémon individual, renomeando-o para o público ocidental com base em sua aparência e características após a aprovação da Nintendo. Além disso, durante esse processo, a Nintendo registrou a marca dos 151 nomes de Pokémon para garantir que fossem exclusivos da franquia. Durante o processo de tradução, tornou-se aparente que simplesmente alterar o texto dos jogos de japonês para inglês era impossível; os jogos tiveram que ser totalmente reprogramados do zero devido ao estado frágil de seu código-fonte, um efeito colateral do tempo de desenvolvimento incomumente longo. Portanto, os jogos foram baseados na versão japonesa mais moderna do Blue; modelando sua programação e arte após Blue, mas mantendo a mesma distribuição de Pokémon encontrada nos cartuchos Red e Green, respectivalmente.
Enquanto as versões finalizadas em Red e Blue estavam sendo preparadas para lançamento, a Nintendo supostamente gastou mais de 50 milhões de dólares para promover os jogos, temendo que a série não fosse atraente para as crianças americanas. A equipe de localização do ocidente avisou que os "monstros fofos" podem não ser aceitos pelo público americano, e em vez disso, recomendou que fossem redesenhados e "reforçados". O então presidente da Nintendo Hiroshi Yamauchi recusou, e em vez disso, viu a possível recepção dos jogos na América como um desafio a enfrentar. Apesar desses contratempos, as versões reprogramadas Red e Blue com seus designs de criaturas originais foram eventualmente lançadas na América do Norte em 28 de setembro de 1998, mais de dois anos e meio depois de Red e Green estreou no Japão. Os jogos foram recebidos extremamente bem pelo público estrangeiro e Pokémon tornou-se uma franquia lucrativa na América. As mesmas versões foram lançadas mais tarde na Austrália, algum tempo depois, em 1998 e na Europa em 5 de outubro de 1999.

### Relançamentos
Durante a apresentação de 12 de novembro de 2015, Nintendo Direct, foi anunciado que a geração original de jogos Pokémon seria lançada para o serviço Virtual Console da Nintendo 3DS em 27 de fevereiro de 2016, o 20º aniversário do lançamento original dos jogos. Os jogos incluem a mesma funcionalidade do Cabo Link simulada para permitir a troca e a batalha entre os jogos. Como foi o caso com seu lançamento original, Green é exclusivo para consumidores japoneses. Essas versões dos jogos são capazes de transferir Pokémon para Pokémon Sun e Moon por meio do aplicativo Pokémon Bank.
Uma edição especial do Nintendo 2DS foi lançada no Japão, Europa e Austrália em 27 de fevereiro de 2016 com cada console combinando com a cor correspondente da versão do jogo. A América do Norte recebeu um pacote especial New Nintendo 3DS com capas personalizadas com o estilo de Red e Blue
Em 31 de março de 2016, as vendas combinadas dos relançamentos atingiram 1,5 milhão de unidades, com mais da metade sendo vendida na América do Norte.

## Recepção
Os jogos receberam críticas positivas dos críticos, mantendo uma pontuação agregada de 88% no GameRankings. Elogios especiais foram dados aos recursos do multijogador: a capacidade de trocar e batalhar Pokémon uns com os outros. Craig Harris de IGN deu aos jogos uma "magistral" 10 de 10, observando que: "Mesmo se você terminar a missão, você ainda pode não ter todos os Pokémon no jogo. O desafio de temos que pegar é realmente a maior atração do jogo". Ele também comentou sobre a popularidade do jogo, principalmente entre as crianças, descrevendo-o como uma "mania". Peter Bartholow da GameSpot, que deu aos jogos um "ótimo" 8,8 de 10, citou os gráficos e o áudio como algo primitivos, mas afirmou que essas eram as únicas desvantagens dos jogos. Ele elogiou o valor de repetição dos títulos devido à sua customização e variedade, e comentou sobre seu apelo universal: "Sob seu exterior fofinho, Pokémon é um RPG sério e único com muita profundidade e excelentes extensões multijogador. Como um RPG, o jogo é acessível o suficiente para que os novatos no gênero possam desfrutar, mas também irá entreter os fãs mais radicais. É facilmente um dos melhores jogos de Game Boy até hoje".
O sucesso desses jogos foi atribuído à sua experiência de jogo inovadora, em vez de efeitos audiovisuais. Artigos publicados pela Columbia Business School indicam que crianças americanas e japonesas preferem a jogabilidade real de um jogo a efeitos especiais de áudio ou visuais. Nos jogos de Pokémon, a falta desses efeitos artificiais é considerada como promotora da imaginação e da criatividade da criança. "Com toda a conversa de motor de jogo se mapeamento de textura e assim por diante, há algo revigorante sobre essa jogabilidade superlativa que faz você ignorar os gráficos bonitos de 8 bits", comentou The Guardian.
Durante a 2ª edição anual da AIAS Interactive Achievement Awards (agora conhecido como D.I.C.E. Awards),  Pokémon Red e Blue  ganhou o prêmio de "Realização Notável em Personagem ou Desenvolvimento de História", junto com as nomeações para "Jogo de RPG do Ano para Console" e "Conquista de Destaque em Design Interativo".

### Vendas
Pokémon Red e Blue abriu o precedente para o que se tornou uma franquia multibilionária de grande sucesso. Red, Green e Blue vendeu 1,04 milhão de unidades combinadas no Japão durante 1996 e outros 3,65 milhões em 1997. O último desempenho fez de Pokémon, coletivamente, o jogo mais vendido do ano no país, ultrapassando Final Fantasy VII. Os jogos Pokémon combinados acabaram vendendo 10,23 milhões de cópias no Japão e em agosto de 2020, são os jogos eletrônicos mais vendidos do país. O jogo eletrônico foi acompanhado pelo Pokémon Trading Card Game; tanto o jogo eletrônico quanto o jogo de cartas geraram uma receita de vendas combinada de mais de US$ 4 bilhões no Japão, em 2000.
Nos Estados Unidos, tornou-se o título de Game Boy de venda mais rápida, tendo vendido 200.000 cópias em duas semanas e 4 milhões de unidades no final de 1998. Ao final de sua execução, ela vendeu uma venda total combinada de 9,85 milhões nos Estados Unidos. As vendas mundiais de jogos alcançaram mais de 31 milhões de cópias vendidas. "Em 2009, o IGN referiu-se a Pokémon Red e Blue como o "RPG Mais Vendido no Game Boy" e "RPG Mais Vendido de Todos os Tempos", enquanto em 2017, Guinness World Records declarou os jogos como o "Jogo Eletrônico Mais Vendido (excluindo vendas em pacote)".

## Legado
O site de jogo eletrônico 1UP.com compôs uma lista dos "5 Melhores Jogos 'Late to the Party'" mostrando títulos selecionados que "provam o potencial inexplorado de uma plataforma de jogos" e foram um dos últimos jogos lançados para seus respectivos consoles. Red e Blue foram classificados em primeiro lugar e chamados de "arma secreta" da Nintendo quando os jogos foram lançados para o Game Boy no final dos anos 1990. Nintendo Power listou as versões Red e Blue juntas como o terceiro melhor jogo eletrônico para Game Boy e Game Boy Color, afirmando que algo sobre os jogos os manteve jogando até que capturassem todos os Pokémon. Ben Reeves da Game Informer os chamou (junto com Pokémon Yellow, Gold, Silver e Crystal) de segundo melhor jogo de Game Boy e afirmou que tinha mais profundidade do que parecia. A Official Nintendo Magazine classificou os jogos como um dos melhores jogos da Nintendo de todos os tempos, ficando em 52º lugar em sua lista dos 100 melhores jogos. Red e Blue alcançou a 72ª posição no "100 Melhores Jogos de Todos Tempos" da IGN em 2003, no qual os analistas observaram que o par de jogos "iniciou uma revolução" e elogiou o design profundo do jogo e a estratégia complexa, bem como a opção de troca entre outros jogos. Dois anos depois, ele subiu na classificação para o número 70 na lista atualizada, com o legado dos jogos novamente notado por ter inspirado várias sequências de jogos eletrônicos, filmes, programas de televisão e outros produtos, enraizando-o fortemente na cultura popular. Em 2007, Red e Blue ficaram em 37º lugar na lista, e os revisores destacaram a longevidade dos jogos:
Citação: For everything that has come in the decade since, it all started right here with Pokémon Red/Blue. Its unique blend of exploration, training, battling and trading created a game that was far more in-depth than it first appeared and one that actually forced the player to socialize with others in order to truly experience all that it had to offer. The game is long, engrossing and sparkles with that intangible addictiveness that only the best titles are able to capture. Say what you will about the game, but few gaming franchises can claim to be this popular ten years after they first hit store shelves. (em inglês)
Os jogos são amplamente creditados por iniciar e ajudar a pavimentar o caminho para a série multibilionária de sucesso. Cinco anos após o lançamento inicial de Red e Blue, a Nintendo celebrou seu "aniversário Pokémon". George Harrison, o vice-presidente sênior de marketing e comunicações corporativas da Nintendo of America, afirmou que "essas joias preciosas [Pokémon Red e Blue] evoluíram para Ruby e Sapphire. O lançamento do Pokémon Pinball dá início a uma linha de novas e excelentes aventuras Pokémon que será introduzido nos próximos meses". A série já vendeu mais de 300 milhões de jogos, todos credenciados ao enorme sucesso das versões originais Red e Blue.
Em 12 de fevereiro de 2014, um programador anônimo australiano lançou Twitch Plays Pokémon, um "experimento social" no site de streaming de vídeo Twitch. O projeto foi uma tentativa de contribuição colaborativa de jogar uma versão modificada do Pokémon Red digitando comandos no registro de bate-papo do canal, com uma média de 50 000 espectadores participando ao mesmo tempo. O resultado foi comparado a "assistir a um acidente de carro em câmera lenta". O jogo foi concluído em 1º de março de 2014, apresentando 390 horas de jogabilidade ininterrupta controlada por vários usuários.

### Recriações
Pokémon FireRed Version (ポケットモンスター ファイアレッド, Poketto Monsutā Faiareddo, "Pocket Monsters: FireRed") e Pokémon LeafGreen Version (ポケットモンスター リーフグリーン, Poketto Monsutā Rīfugurīn, "Pocket Monsters: LeafGreen") são recriações aprimoradas de Pokémon Red e Green. Os novos títulos foram desenvolvidos pela Game Freak, publicados pela Nintendo para o Game Boy Advance e têm compatibilidade com o Game Boy Advance Wireless Adapter, que originalmente veio junto com os jogos. No entanto, devido às novas variáveis adicionadas a FireRed e LeafGreen (como alterar a estatística "Especial" em duas estatísticas separadas de "Ataque Especial" e "Defesa Especial"), esses títulos não são compatíveis com versões mais antigas. FireRed e LeafGreen foram lançados pela primeira vez no Japão em 29 de janeiro de 2004, e lançados na América do Norte e na Europa em 9 de setembro e 1 de outubro de 2004, respectivamente. Quase dois anos após o lançamento original, a Nintendo os comercializou novamente com o título Player's Choice.
Os jogos foram aclamados pela crítica, obtendo uma pontuação agregada de 81% no Metacritic. A maioria dos críticos elogiou o fato de os jogos apresentarem novos recursos, mantendo a jogabilidade tradicional da série. A recepção dos gráficos e do áudio foi mais misturada, com alguns críticos reclamando que eles eram muito simplistas e não apresentavam grandes melhorias em relação aos jogos anteriores, Pokémon Ruby e Sapphire. FireRed e LeafGreen foram sucessos comerciais, vendendo um total de cerca de 12 milhões de cópias em todo o mundo.